# Segmentacja VALS
Segmentacja VALS („Values, Attitudes And Lifestyles”) – ośmiomodułowa segmentacja psychograficzna, jedna z typologii rozpoznawania segmentów rynków docelowych. Większość danych odnosi się do konsumentów amerykańskich. Segmentacja jest corocznie aktualizowana na podstawie ankiety, w której każdy może sprawdzić, do jakiej grupy należy: link do badania.
Twórcą tej segmentacji jest Arnold Mitchell, który badał ekonomiczne zróżnicowanie społeczeństwa amerykańskiego w latach 60. i wpływ społeczny tych różnic. Typologia przeżywała szczyt sławy w latach 80., kiedy to (w 1983 roku) ukazał się bestseller „Nine American Lifestyles”. Praca dawała podstawy do zastosowania takiej segmentacji w komunikacji biznesowej i marketingowej, a także późniejszego jej rozwinięcia w kierunku narzędzia badawczego zachowań konsumenckich wyjaśniającego psychologiczną dynamikę preferencji i podejmowania decyzji (motywacja psychologiczna) przez nałożenie tych wyborów na realną możliwość wyrażenia siebie na rynku i moc posiadanych zasobów.
Segmentacja oparta jest na psychologii i demografii. Profil psychograficzny dzieli konsumentów ze względu na:
- VA – values (wartości)
- LS – lifestyle (styl życia), stąd skrót całej segmentacji i produktu firmy SBI (Strategic Business Insight).

Kryteria segmentacji to motywacja versus zasoby.
Rodzaje motywacji:
- Ideały (wiedza i zasoby),
- Osiągnięcia (posiadanie towarów i usług umożliwiających jasną komunikację sukcesu innym),
- Autoekspresja (aktywność życiowa np. społeczna, fizyczna, chęć do dokonywania częstych zmian, skłonność do podejmowanie ryzyka, eksperymentowanie).

Determinanty zasobów:
Cechy osobowościowe (w rozróżnieniu na poziom energii, stopień reakcji na bodźce np. impulsywność, emocjonalność, kreatywność – ogólnie umiejętności miękkie). Dodatkowo w badaniu ważny jest poziom innowacyjności, który kojarzony jest wprost proporcjonalnie z ilością zasobów (im większy poziom innowacyjności, tym większe zasoby).
Podział grup (od najwyższego do najniższego poziomu zasobów):
Innowatorzy (Innovators)
Osoby, które mają poczucie sukcesu, z wyszukanym gustem, o wysokim poczuciu własnej wartości, chętnie wywierający wpływ i biorący odpowiedzialność za swoje działania. Świadomie są motywowani wszystkimi trzema kategoriami motywacji na różnych poziomach. Osoby aktywne, agenci-zmian, zwolennicy nowych koncepcji i nowych technologii. Preferowane produkty i usługi: ekskluzywne i niszowe (wyszukane, trudno dostępne). Są dla tej grupy wyznacznikiem smaku, niezależności i osobowości, a nie są traktowane jako udokumentowanie statusu czy władzy. Osoby ciągle poszukujące nowych doświadczeń.
Myśliciele (Thinkers)
Dojrzali, świadomi, zadowoleni z życia, refleksyjni, motywowani przez ideały. Wartością dla nich jest porządek, wiedza i odpowiedzialność. Zazwyczaj to osoby dobrze wykształcone i poinformowane, aktywnie poszukujące informacji, kiedy mają podjąć decyzję i otwarte na możliwości poszerzenia swojej perspektywy. Umiarkowanie podporządkowujący się hierarchii, władzy formalnej. Otwarci na rozważenie nowych pomysłów. Ich zasoby materialne pozwalają im na podejmowanie wielu wyborów. Preferowane produkty i usługi: jakościowe, trwałe, funkcjonalne. Mają podejście praktyczne do zakupów.
Zdobywcy, „dążeniowcy” (Achievers)
Motywowani ciągłą chęcią zdobywania, mają wysoki poziom zaangażowania i w karierę, i w życie prywatne. Respektują formalne zwierzchnictwo (np. w pracy, polityce, strukturze rodziny). Wartością jest dla nich utrzymanie status quo, konsensus, przewidywalność, nie są skłonni do ponoszenia ryzyka, cenią zmiany ewolucyjne. Preferowane produkty i usługi: takie, które mogą zaświadczyć o ich statusie i sukcesie (szczególnie w grupie innych zdobywców), preferują produkty prestiżowe, z wyższej półki. Lubią aktywnie budować swoją widoczność na rynku. Prowadzą „aktywne, zabiegane” życie, często korzystają z urządzeń oszczędzających czas.
Poszukiwacze doznań (doświadczeń) (Experiencers)
Motywowani przez możliwość autoekspresji. Młodzi, optymistycznie nastawieni do świata i impulsywni, entuzjastycznie nastawieni do nowych możliwości, szybko jednak chłodzą swój porywczy entuzjazm. Szukają różnorodności, próbowania nowego, ryzyka, dreszczyku emocji. Swoją energię życiową często ujawniają w aktywnościach społecznych czy fizycznych. Preferowane produkty i usługi: takie, które są w modzie, chcą „dobrze wyglądać”, wydają dużą część zarobków na modę i rozrywkę.
Cztery wymienione powyżej grupy należą do konsumentów o podwyższonym poziomie zasobów.
Wyznawcy (Believers)
Motywowani ideałami, tradycjonaliści ze sprecyzowanym zdaniem i określonym sposobie postępowania dotyczącym rodziny, religii, społeczności czy narodu. Często dominującym kodem postępowania jest kodeks moralny, zakorzeniony w tradycji i interpretowany literalnie. To konsumenci ceniący rutynę, powtarzalność, domową i rodzinną atmosferę, mocne więzi społeczne (szczególnie na poziomie lokalnym), utożsamiający się z wartościami organizacji, do której przynależą. Preferowane produkty i usługi: duży poziom lojalności wobec tradycyjnych, znanych marek, które niosą ze sobą znane uporządkowane wartości.
Aspirujący (Strivers)
Motywowani przez osiągnięcia, skoncentrowani na opiniach i poczuciu akceptacji ze strony innych, trendach. To grupa młoda duchem, optymistyczna, lubiąca zabawę, chociaż ograniczona brakiem zasobów. Pieniądze są dla nich wyznacznikiem sukcesu, jako że są narzędziem do zaspokojenia (nigdy niedoścignionych) pragnień. Preferowane produkty i usług: stylowe, bazujące na najnowszych trendach, imitujące produkty „z wyższej półki”. Chcą mieć pracę, bardziej niż „poświęcić się karierze”. Często brakuje im umiejętności czy koncentracji na celu. Zakupy są dla nich aktywnością społeczną, są impulsywnymi konsumentami.
Wyrobnicy (Makers)
Podobnie jak poszukiwacze doznań są motywowani przez możliwość autoekspresji, czego namacalnym dowodem jest: zbudowanie domu, wychowanie dzieci czy naprawa samochodu. Mają praktyczne podejście do życia bazujące na konkretnych, przydatnych umiejętnościach i samowystarczalności. Poruszają się w świecie rodziny, pracy, rekreacji. Nie wychodzą poza obszar „codzienności”. Są podejrzliwi w stosunku do dużych instytucji i nowych pomysłów. Preferowane produkty i usług: praktyczne, funkcjonalne, kupują podstawowe produkty. Nie przepłacają.
Ocaleni (Survivors)
Negatywnie nastawieni do zmian, traktujący szybkie zmiany jako powód ich nieradzenia sobie w rzeczywistości. Wybierają bierność. Lubią rzeczy znane, które utożsamiają z bezpieczeństwem. Koncentrują się na sprawach przyziemnych. Są ostrożnymi konsumentami. Preferowane produkty i usługi: Produkty podstawowe. Lojalni wobec swoich ulubionych marek. Niezwykle wyczuleni na cenę, poszukujący ofert promocyjnych i rabatów.
Klasyfikacja VALS jest ramą dla wielu kompleksowych ankiet w Stanach Zjednoczonych m.in. badanie Survey of the American Consumer (GfK MRI). Obecnie badania na szeroką skalę prowadzone są również w Japonii.